# 攸侯喜
攸侯喜是商朝末期帝乙、帝辛時期攸國的國君，生卒年不詳。根據黃組卜辭顯示，攸侯喜參與了商朝對林方、人方、虎方、粵方等族群的戰爭。 攸侯喜是深受帝辛寵幸的主將，商王準備舉行鱸祭，其要進行祈禱祭祀，將統率侯喜征伐人方，上下神祇定會給予佑護，使其不會遭遇災禍。最後，商王卜得的占辭為“吉”。 帝辛征伐東夷時，曾在攸侯喜的領地內逗留。 